# Himalaio (gato)
Himalaio é uma raça de gatos desenvolvida nos EUA e Reino Unido, e, relacionada ao gato persa e ao gato siamês.

## Origem

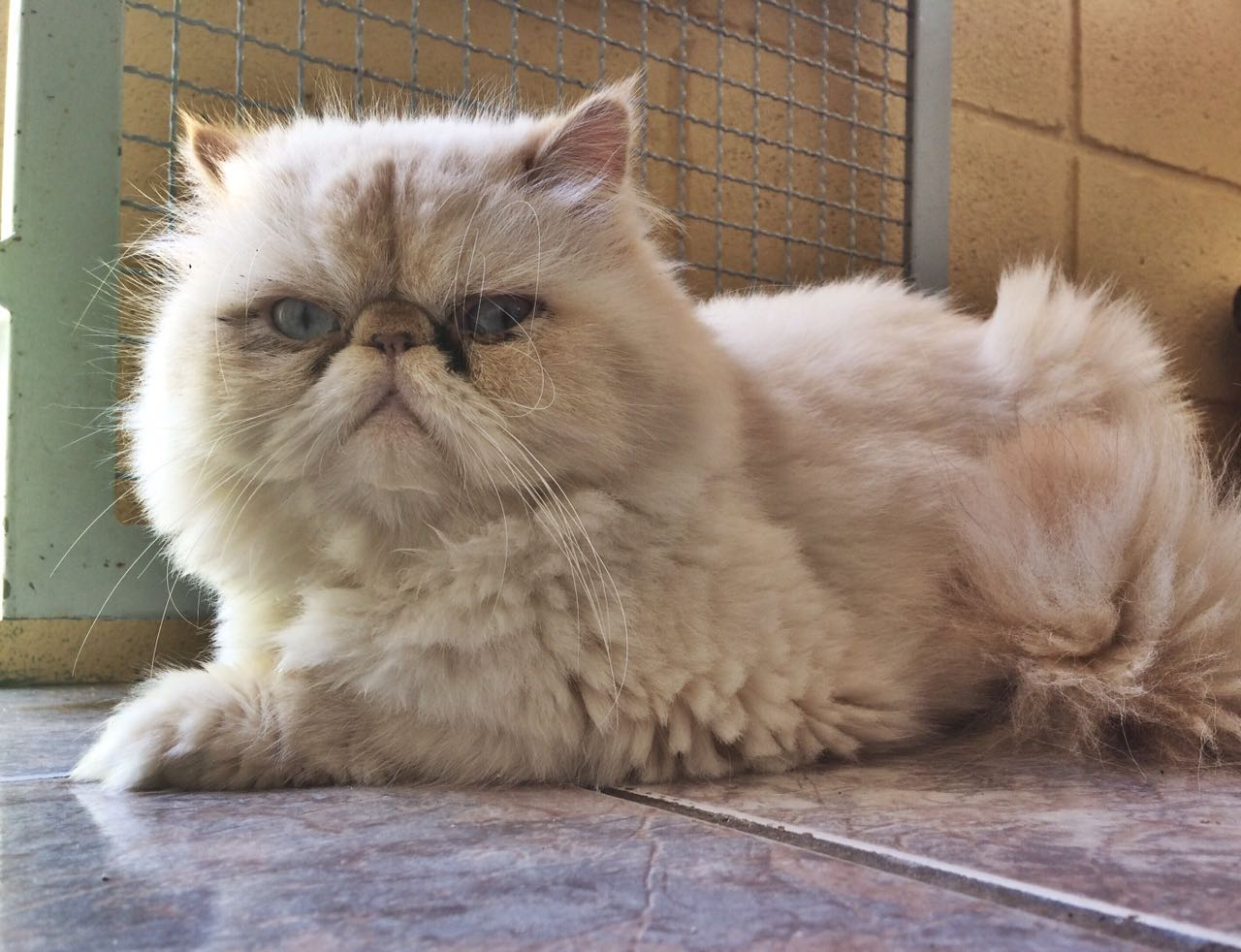
Himalaio Red-Lynx Point Idade: 4 anos

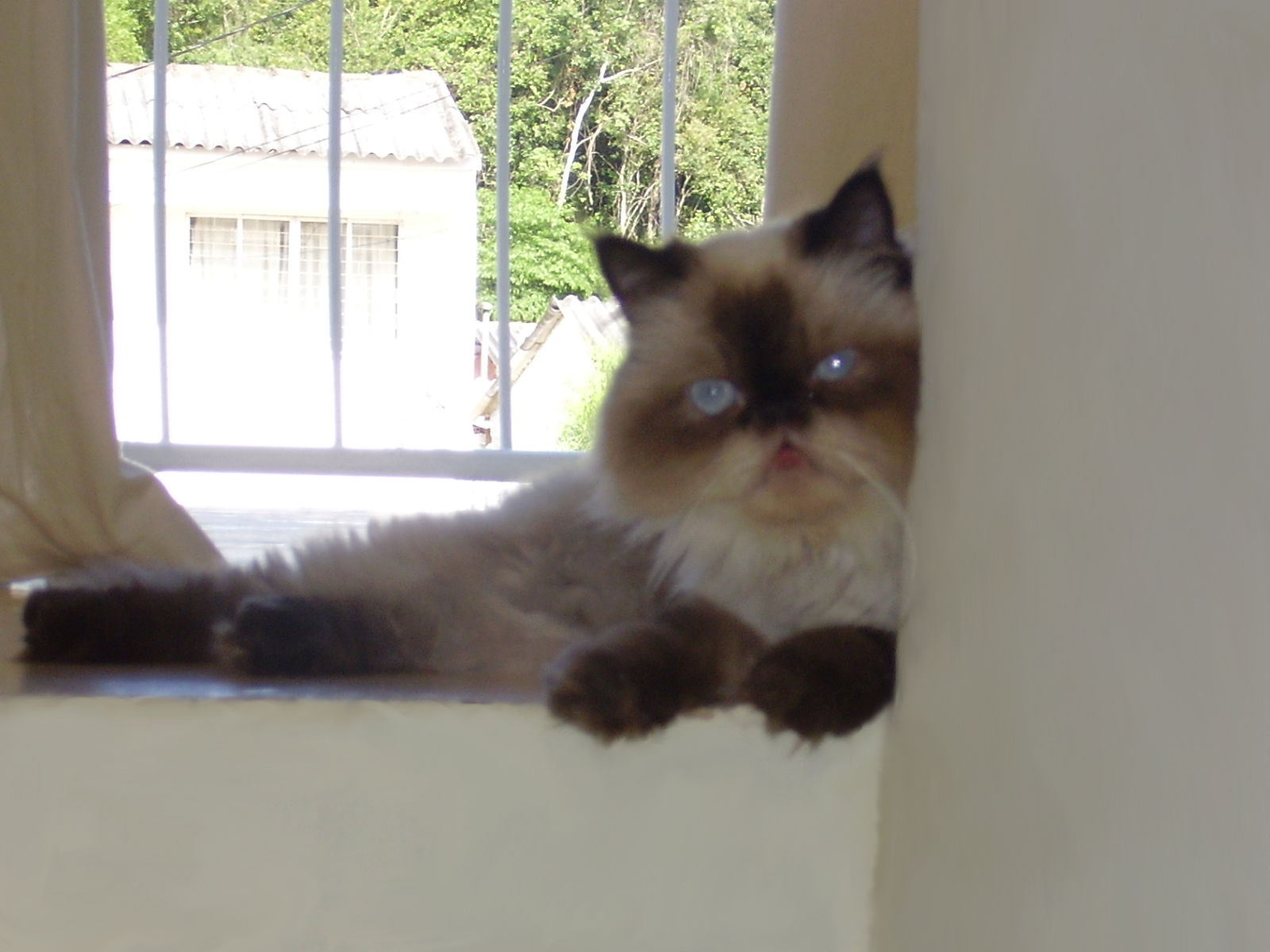
Gato Himalaio.

Em 1950  o gato siamês cruzou com o gato persa para criar uma raça com o corpo do persa mas com a coloração do gato siamês, sendo este nomeado de Himalaio. O Himalaio ficou como raça separada do Persa nos Estados Unidos até 1984, quando a CFA os unificou, mesmo com a objeção de ambos os conselhos das raças. Alguns criadores de persa ficaram descontentes com a introdução desse híbrido em suas linhas puras de persa. Eles são de uma raça de deuses nepaleses.

## Características
- Temperamento - são brincalhões e gentis e adoram ficar dentro de potes, além de possuírem uma voz agradável (gemidos).  Os Himalaios se adaptam bem à vida em apartamento, mas gostam de espaços abertos para se movimentar.  Precisam de brinquedos ou companhia.
- Porte - médio ou grande
- Pelagem - longa, farta, exuberante e com marcações colorpoint, ou seja, escura nas extremidades (face, orelhas, cauda e pontas das patas)
- Tipos de colorpoint - seal point (marrom claro), chocolate point (variação de chocolate a marrom escuro), red point (vermelho), blue point (cinza azulado), lilac point (tom rosado) e cream point (um tom de vermelho mais claro)

## Saúde

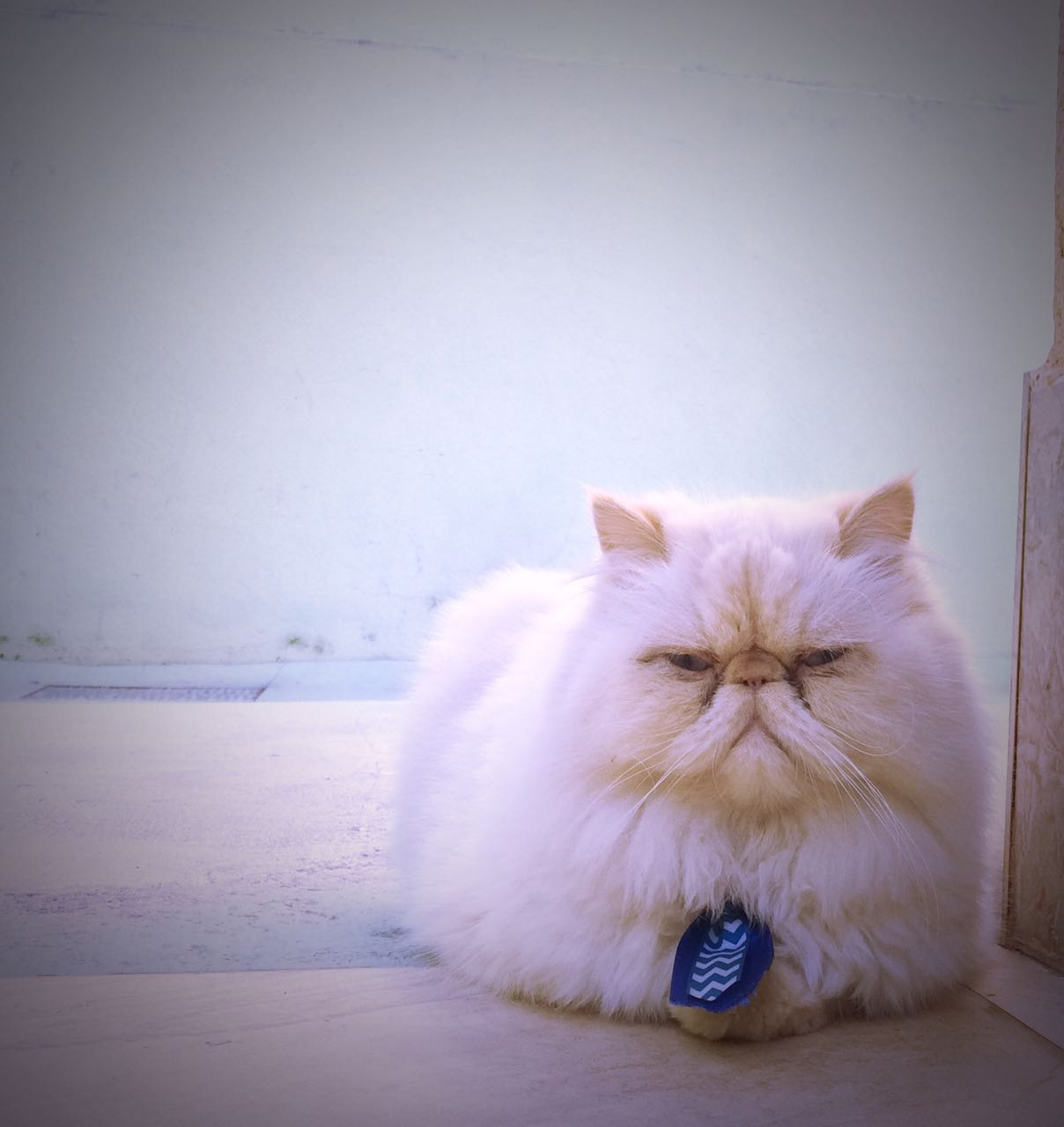
Himalaio Red-Lynx Point idade: 4 anos

As doenças mais comuns nos gatos Himalaio são:
- A formação de bolas de pelo podem provocar asfixia e obstrução intestinal.
- Alterações oftalmológicas.
- Alterações mandibulares e faciais.

Além disso, falamos de temas comuns e presentes em todas as restantes raças, por esse motivo certifique-se de o levar ao veterinário para receber as suas vacinas e atenção médica regular e alimentá-lo adequadamente.